# 卡萊爾酒店

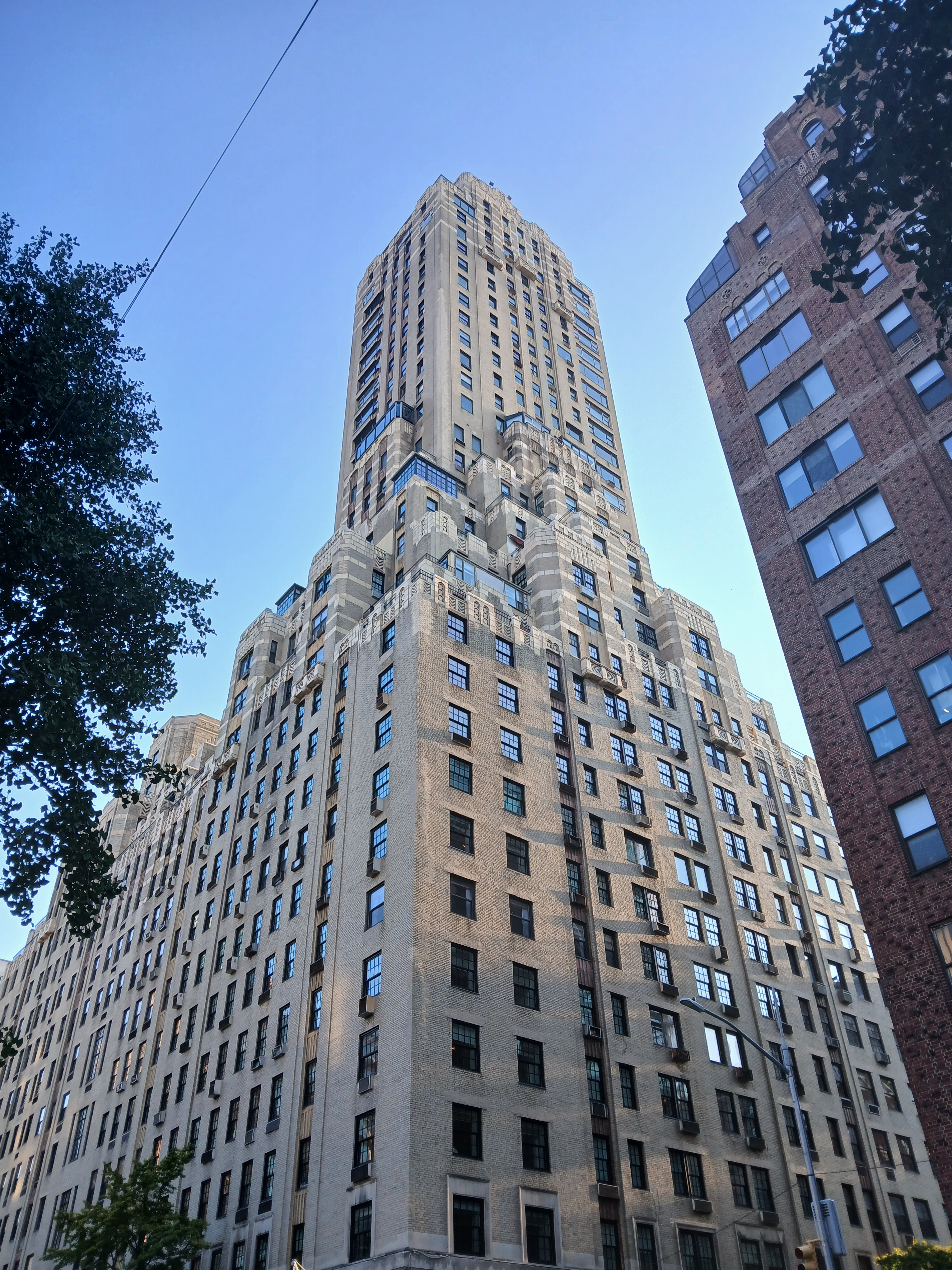

卡萊爾酒店（Carlyle Hotel）是美國紐約市曼哈頓的一座高檔酒店式公寓，位於上東城麥迪遜大道東側，開業於1930年11月3日。外觀是裝飾風藝術風格。飯店得名於蘇格蘭作家托馬斯·卡萊爾。卡萊爾飯店由約190個房間和套房，以及60個住宅合作社住戶。在修建酒店之前，這裡曾建有兩棟公寓。有眾多社交名流曾下榻在卡萊爾酒店，包括戴安娜王妃、亞歷山卓郡主。

## 外部連結
- 官方网站